# 몬토네
몬토네(이탈리아어: Montone)는 이탈리아 움브리아주 페루자도에 위치한 코무네다. 페루자에서 북쪽으로 35km 거리에 있다.
몬토네는 벽으로 둘러 쌓인 중세 마을이다. 브라초 다 몬토네로 유명한 포르테브라치(Fortebracci) 콘도티에로 가문의 기원지이다.